# Avalový úvěr
Avalový úvěr je ručitelský úvěr. Představuje poskytnutí záruky klientovi jeho bankou, že závazek bude ve stanovenou dobu uhrazen i v případě, že na účtu klienta nebude dostatek finančních prostředků. Banka vyžaduje tzv. avalovou provizi, její výše je závislá na velikosti a riskantnosti úvěru. Tyto úvěry se poskytují pouze velmi dobrým klientům. 
Charakter úvěru je obdobný akceptačnímu úvěru, tj. banka prodává pouze své dobré jméno, nezapůjčuje finanční prostředky. Jde tedy o typ závazkového úvěru. Aval směnky bývá vyznačen doložkou „per aval“, „jako rukojmí“ na líci směnky s udáním osoby, za kterou banka ručení přejímá.
Jedná se poskytnutí kreditu banky, kdy banka přebírá ručení za závazky svého klienta ve formě záruky nebo garance – zaručuje se, že vystavená směnka bude bankou uhrazena, pokud dlužník (příjemce úvěru) nezaplatí ve stanoveném termínu.
Banka neposkytuje úvěrem peněžní prostředky, nepřebírá závazek, ale ručí za jeho zaplacení.